# Zorilispe albosetosa
Zorilispe albosetosa là một loài bọ cánh cứng trong họ Cerambycidae.